# Phyllophaga bahiana
Phyllophaga bahiana är en skalbaggsart som beskrevs av Saylor 1935. Phyllophaga bahiana ingår i släktet Phyllophaga och familjen Melolonthidae. Inga underarter finns listade i Catalogue of Life.